# Armageddon : Les Effets Spéciaux
Pour les articles homonymes, voir Armageddon (homonymie).
Armageddon : Les Effets Spéciaux était une attraction du parc Walt Disney Studios de Disneyland Paris. Elle était basée sur le film homonyme Armageddon sorti en 1998. Le principe était de vivre des moments intenses, comme dans le film, au sein d'une salle remplie d'effets spéciaux.
L'attraction a fermé définitivement ses portes le 31 mars 2019.

## Description
Le concept de base de l'attraction est le suivant : La réalisation d'une nouvelle scène du film se déroulant dans la station Mir avec les visiteurs comme figurants. Le visiteur entre dans l'un des deux studios 7 (A ou B), durant 8 min, "l'assistant réalisateur" de la nouvelle scène nous explique ce qui va se passer. 

## Pré-show
Après être entré dans le studio 7 (A ou B), le visiteur est mis en condition avec un extrait du film, montrant la destruction totale de la station spatiale russe. À l'aide d'un écran géant situé dans l'angle de la pièce, le cast member fait découvrir au visiteur l'histoire des effets spéciaux à travers une rétrospective depuis les débuts du cinéma à de nos jours. Il s'ensuit l'intervention surprise de Michael Clarke Duncan, une des vedettes du film, nous montrant et expliquant quelques trucages utilisés durant la production d'Armageddon.
La seconde partie fait appel aux visiteurs, invités à mimer leur jeu d'acteur : le cast member nous explique notre rôle et comment le jouer. D'abord la peur puis enfin la panique en se protégeant le visage.
Après une présentation du plateau et des « autres » acteurs (à savoir "l'ordinateur parlant" et le colonel Andropov) ainsi que des consignes de sécurité, le visiteur quitte le préshow et entre dans le Studio 7, qui reproduit aussi fidèlement que possible, le module central de la station spatiale visible dans le film.

## Studio 7
À la fermeture des portes d'accès, les effets se mettent en route de manière crescendo. Avec l'arrivée progressive du météore, l'ambiance se fait de plus en plus catastrophique, ainsi plusieurs scènes se succèdent : après une manœuvre, une pluie de petites météorites frappe la station, les lumières s'éteignent tandis que certains objets s'envolent et une partie du plafond menace de s'écrouler. Un élément de la station, frappé par les météorites se détache et vient percuter le reste de la station provoquant un feu. Le système anti-incendie s'enclenche mais un défaut de pression dans les tuyaux arrache une partie de la paroi ; l'air s'échappe alors dans l'espace suivi par une nouvelle explosion. Le météore fonce sur la station, provoquant une boule de feu sur le plateau, sombrant dans le noir… La scène est enfin finie. Une voix lance « Coupez ! ». Les figurants peuvent quitter le plateau vers la sortie.

## L'attraction
- Ouverture: 16 mars 2002 (avec le parc)
- Fermeture : 31 mars 2019
- Durée : 18 min environ
- Capacité : 180 personnes
- Situation : 48° 51′ 57″ N, 2° 46′ 45″ E